# برافو اثنين صفر (فلم)
برافو اثنين صفر مسلسل قصير تلفزيوني لمدة ساعتين عرض في عام 1999 (بث في جزأين من 3 إلى 4 يناير في المملكة المتحدة) استنادا إلى الكتاب الذي يحمل نفس الاسم من قبل أندي مكناب. يغطي الفيلم أحداث الحياة الحقيقية - من وجهة نظر أندي ماكناب قائد دورية برافو اثنين صفر وهي دورية القوة الجوية الخاصة البريطانية المكلفة بإيجاد قاذفات صواريخ سكود العراقية خلال حرب الخليج الثانية في عام 1991. تم تغيير أسماء أفراد الدورية الذين قتلوا.
تم بث فيلم سابق عن الدورية الشخص الذي هرب استنادا إلى الكتاب الذي يحمل نفس الاسم من قبل كريس ريان في عام 1996.

## الممثلون
- شون بين: أندي مكناب
- كيفن كولينز: كريس
- ستيف نيكولسون: "دينجر"
- ريك وأردن: توني بينوتي
- ريتشارد غراهام: مارك وارنر
- إيان كورتيس: باز براون
- جيمي بارتليت: راي ديفيز
- روبرت هوبز: ستان ريغبي
- رون سينيور الابن: بيت
- روبرت وايتهيد: عقيد عراقي
- كاز، أبراهامز: وايت سوكس
- نيك أشبي: جيرال
- باري بيرك: سيريل
- جوليا بوث: سالي
- ميليسا كارتر: كاتي
- ديمتري كسار: ضابط عراقي رقم 1
- إيما تشامبرز: زوجة دينغر
- أليسون كوليز: جيلي
- جورج كوتسوديس: الابن في سيارة أجرة
- إرنست إلوف: مزارع عراقي
- أريشاد إريف: الراعي
- أنتوني فريجوهن: طبيب أسنان
- توماس هول: غوردون
- غراهام هوبكنز: غراهام
- أكرم إبراهيم: مدير السجن
- برنت كينغ: راعي المواشي
- ماكي كوسيوريس: الأب في سيارة أجرة
- ديهان ليبنبرغ: الشيال #1
- تيم ماهوني: هاري
- آنا مينينغر: ميليسا
- نسام المعلم: سائق تاكسي
- أليستير برودجرز: بيرت
- نيكي ريبيلو: مستجوب
- لويز سانت كلير: عامل في الصليب الأحمر
- عبد الله ساردي: قائد إس60
- راسل سافادير: قائد عراقي
- إيفون فان دين بيرغ: المرأة في المنهل

## الوصلات الخارجية
- مقالات تستعمل روابط فنية بلا صلة مع ويكي بيانات